# 1920 na literatura

## Publicações

### Livros
- Clepsidra por Camilo Pessanha
- Ararat, por Arnold Ulitz
- Russia in the Shadows, por H. G. Wells
- Blick ins Chaos, por Hermann Hesse
- Main Street, por Sinclair Lewis
- Negrinha, por Monteiro Lobato

## Nascimentos
| Data           | Nome                     | Profissão                                                           | Nacionalidade           | Observações                | Ref   |
| -------------- | ------------------------ | ------------------------------------------------------------------- | ----------------------- | -------------------------- | ----- |
| 2 de janeiro   | Isaac Asimov             | escritor                                                            | Rússia / Estados Unidos | m. 1992                    |       |
| 5 de janeiro   | Hermínio C. Miranda      | pesquisador e escritor espírita                                     | Brasil                  | m. 2013                    |       |
| 9 de janeiro   | João Cabral de Melo Neto | poeta e diplomata                                                   | Brasil                  | m. 1999 Prémio Camões 1990 | [ 1 ] |
| 29 de março    | Pierre Moinot            | romancista e académico                                              | França                  | m. 2007                    |       |
| 13 de junho    | Ruth Guimarães           | poetisa, cronista, romancista, contista e teatróloga                | Brasil                  | m. 2014                    |       |
| 2 de agosto    | P. D. James              | escritora                                                           | Inglaterra              | m. 2014                    |       |
| 9 de agosto    | Milton George Henschel   | Quinto presidente da Sociedade Torre de Vigia de Bíblias e Tratados | Estados Unidos          | m. 2003                    |       |
| 16 de agosto   | Charles Bukowski         | escritor                                                            | Estados Unidos          | m. 1994                    |       |
| 22 de agosto   | Ray Bradbury             | escritor                                                            | Estados Unidos          | m. 2012                    |       |
| 4 de setembro  | Raul de Carvalho         | poeta                                                               | Portugal                | m. 1984                    |       |
| 5 de outubro   | Alberto Ferreira         | professor, jornalista e escritor                                    | Portugal                | m. 2000                    |       |
| 8 de outubro   | Frank Herbert            | escritor                                                            | Estados Unidos          | m. 1986                    |       |
| 15 de outubro  | Mario Puzo               | escritor                                                            | Estados Unidos          | m. 1999                    |       |
| 10 de dezembro | Clarice Lispector        | escritora                                                           | Brasil                  | m. 1977                    |       |
| 25 de dezembro | Artur Agostinho          | jornalista, locutor de rádio, escritor e actor                      | Portugal                | m. 2011                    |       |

## Prémios literários
- Nobel de Literatura - Knut Hamsun.[2]